# Stranger Cole
Stranger Cole, geboren als Wilburn Theodore Cole (Kingston, 26 juni 1942), is een Jamaicaanse ska-, rocksteady- en reggaezanger en componist.

## Carrière
Zijn carrière begon, toen hij in 1962 met de bekende producent en muzikant Duke Reid zijn debuutsingle Rough & Tough uitbracht. Deze ska-song groeide uit tot een verkoopkraker in zijn geboorteland Jamaica. Zijn volgende hit had hij met de coversong Run Joe (1965). Oorspronkelijk was de song afkomstig van de Amerikaanse r&b-artiest Louis Jordan. Cole trad regelmatig op met duet-partners, waaronder Ken Boothe, Gladstone Anderson en de zangeres Patsy Todd, met wie ook de ska-grootheid Derrick Morgan op het podium stond.
Stranger Cole beëindigde zijn samenwerking met Duke Reid, toen de skamuziek aan populariteit verloor. Nadat hij met verschillende andere muziekproducenten als Lee Scratch Perry, Bunny Lee en Sonia Pottinger samenwerkte, ging hij ten slotte in 1971 naar het Verenigd Koninkrijk, waar hij in het bijzonder aan het begin van de jaren 1970 veel optredens afrondde met Derrick Morgan en Max Romeo. In 1973 emigreerde hij naar het Canadese Toronto, waar hij tot 1982 drie verdere albums uitbracht. In 2003 bracht Trojan Records de sampler Bangarang: The Best of Stranger Cole 1962-1972. Tegenwoordig woont hij weer op Jamaica.

## Discografie

### Albums
- 1976: Forward In The Land Of Sunshine
- 1978: The First Ten Years of Stranger Cole
- 1980: Captive Land
- 1982: The Patriot
- 2003: Dramatic met King Banana

### Samplers
- 1986: No More Fussing and Fighting
- 2003: Bangarang: The Best of Stranger Cole 1962-1972

- Bibsys: 5095347
- Bibliothèque nationale de France: cb139732643 (data)
- Gemeinsame Normdatei: 134974387
- International Standard Name Identifier: 0000 0000 5551 7649
- Library of Congress Control Number: n94109510
- MusicBrainz: 889fc007-3be8-4dc6-807a-490bdfe1a848
- Système universitaire de documentation: 157338436
- Virtual International Authority File: 36152735
- WorldCat: E39PBJhCFpFyY9HwqqvhjXwQv3